# Прокопюк, Николай Архипович
Николай Архи́пович Прокопю́к (7 июня 1902, с. Самчики, Каменец-Подольская губерния — 11 июня 1975, Москва) — руководитель партизанского соединения «Охотники» во время Великой Отечественной войны, полковник, Герой Советского Союза (5.11.1944).

## Биография
Родился 7 июня 1902 года на Волыни, в селе Самчики Каменец-Подольской губернии Российской империи (ныне Староконстантиновский район, Хмельницкая область, Украина).
Юному Николаю сразу же после окончания церковно-приходской школы пришлось наниматься на сельскохозяйственные работы к помещику. В 1916 году, самостоятельно подготовившись, он экстерном сдал экзамен за шесть классов мужской гимназии.
После Октябрьской революции Николай работал на заводе в слесарном и токарном цехах. В шестнадцать лет добровольно вступил в вооружённую дружину завода. Сначала он оборонял завод, а в 1919 году участвовал в восстании против белополяков. Затем воевал в Красной Армии, в 8-й червоно-казачьей дивизии.
В 1921 году Николая Прокопюка, как опытного бойца, направляют на работу в органы госбезопасности. Он становится сотрудником Шепетовского окружного отделения ГПУ, принимает непосредственное участие в уничтожении диверсионно-террористических банд, которые засылались польской разведкой на нашу территорию. В 1923 году Николая Прокопюка «за беспощадную борьбу с контрреволюцией» наградили почётным именным оружием.

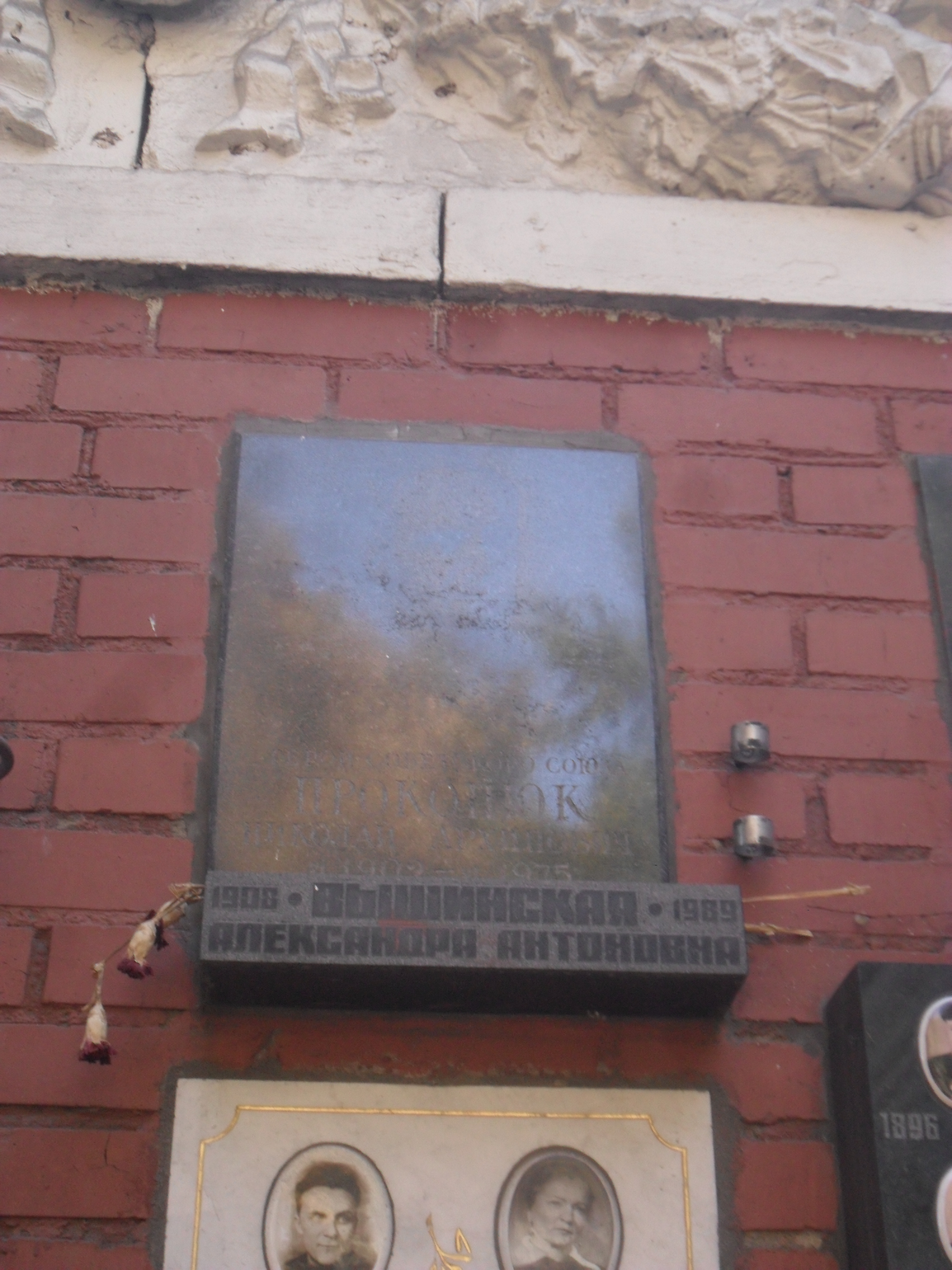
Плита колумбария Прокопюка на Новодевичьем кладбище Москвы

Через год молодого чекиста направили на работу в пограничные войска. В течение семи лет Николай Прокопюк находился на разведывательной работе в погранвойсках: сначала в Славутском, а затем в Могилёвском погранотрядах.
С 1935 года Прокопюк — сотрудник советской внешней разведки. В 1937—1938 годах он принимал активное участие в борьбе против фашистского режима в Испании, за что был награждён орденом Красного Знамени.
В годы Великой Отечественной войны Николай Прокопюк находился в тылу немецких оккупантов, был командиром разведывательно-диверсионного отряда НКВД «Охотники», действовавшего вначале в западных районах Киевской области, а затем в Цуманьских лесах. Его отряд провёл более двадцати боёв с антипартизанскими силами.
Его отряд активно защищал польское население на Волыни от атак УПА. Он, в частности помог выстоять отрядам самообороны в Пшебраже, тем самым спасая многих поляков от смерти из рук украинских националистов.
Отряд Прокопюка вместе с бойцами польской самообороны принимал участие в резне в селе Омельно 3 октября. Погибли по меньшей мере десять мирных жителей-украинцев, а из села забрали несколько голов крупного рогатого скота.
В 1944 году отряд Прокопюка и действовавшие рядом с ним партизанские отряды были окружены немецкими карателями. Прокопюк принял на себя командование партизанским соединением. В ходе тяжёлых продолжительных боёв партизаны и разведчики нанесли противнику большой урон. Вражеское кольцо было прорвано, и партизанское соединение вырвалось из окружения. Под командованием Прокопюка партизаны и его группа прошли с боями более 300 километров.
Летом 1944 года отряд Н. А. Прокопюка по приказу вышел на территорию Словакии и осенью принял участие в Словацком национальном восстании. Там отряд вырос в партизанскую бригаду численностью свыше 600 бойцов (в том числе более 200 чехов и словаков). В ходе Восточно-Карпатской наступательной операции 26 сентября 1944 года бригада с тыла вышла к перевалу Восточные Бескиды навстречу наступавшим частям Красной Армии, захватила его и двое суток удерживала до подхода советских войск. Утром 28 сентября к перевалу вышли два передовых батальона 271-й стрелковой дивизии, и два последующих дня бойцы и партизаны продолжали вести ожесточенное сражение за перевал, пока к нему не прорвалась остальная дивизия. Только за 28 сентября было отбито 16 немецких атак.
В борьбе с немецкими оккупантами Н. А. Прокопюк проявил себя способным командиром, сочетавшим высокое воинское мастерство, личное бесстрашие, волю к победе. За образцовое выполнение специальных заданий в тылу противника и проявленные при этом отвагу и героизм 5 ноября 1944 года ему было присвоено звание Героя Советского Союза.
Разведчик был награждён двумя орденами Ленина, тремя орденами Красного Знамени, орденом Отечественной войны 1-й степени и многими медалями, а также восемью иностранными орденами.
После войны Н. А. Прокопюк несколько лет возглавлял один из отделов Советской военной администрации в Германии. В 1950 году в звании полковника вышел в запас по болезни. До конца своих дней активно занимался общественной деятельностью.
Скончался Николай Архипович Прокопюк 7 июня 1975 года в Москве. Прах находится в колумбарии Новодевичьего кладбища.

## Награды
Указом Президиума Верховного Совета СССР от 5 ноября 1944 года за успешное выполнение боевых заданий командования и организацию партизанского движения на Украине присвоено звание Героя Советского Союза (медаль «Золотая Звезда» № 4514).
Награждён двумя орденами Ленина, тремя орденами Красного Знамени, орденом Отечественной войны 1-й степени, медалями.

## Память
- Его именем названа улица в городе Староконстантинов Хмельницкой области Украины.
- В родном селе Самчики установлен памятник, а в доме, где он жил, открыт музей.

## Фильмография
1967 — Операция «Трест» — Главный консультант.